# Annette Dytrt
Annette Dytrt (ur. 7 września 1983 w Landshut, RFN) – niemiecka solistka, która również konkurowała międzynarodowo dla Czech. W 1999 roku była mistrzynią Czech, a od 2003 do 2008 roku  mistrzynią Niemiec w łyżwiarstwie figurowym.